# Kate Zambreno

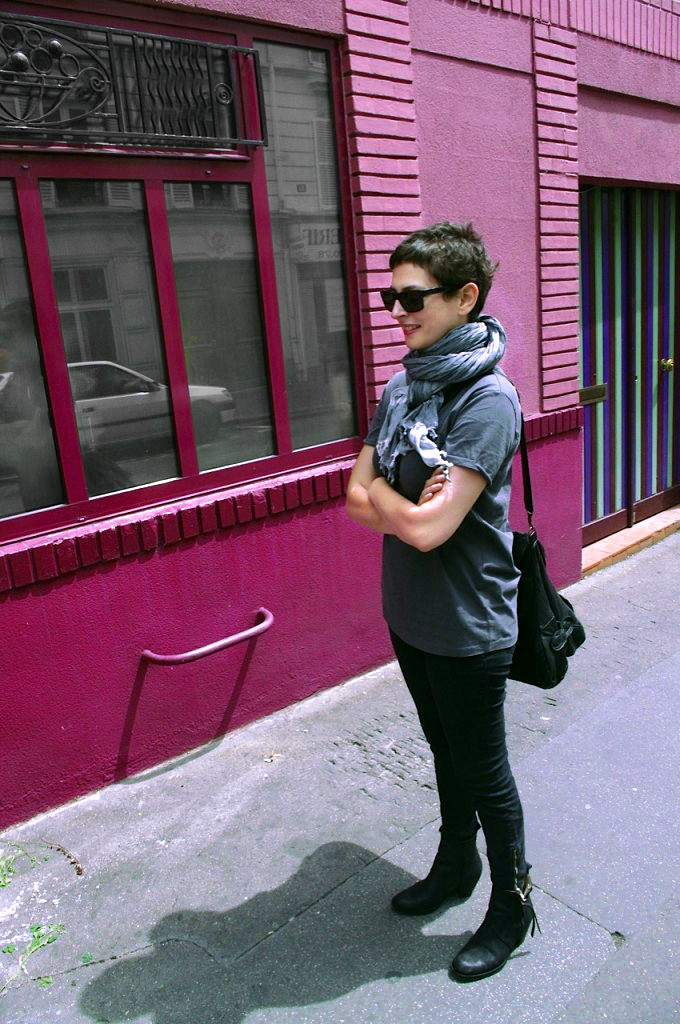
Kate Zambreno

Kate Zambreno (* 30. Dezember 1977 in Mount Prospect, Illinois, USA) ist eine US-amerikanische Schriftstellerin und Essayistin.

## Leben
Zambreno besuchte die Medill School of Journalism an der Northwestern University. Nach ein paar Jahren fing sie ein Masterstudium an der Universität von Chicago an, wo sie Performance Theory und Film studierte. Ihre Diplomarbeit über die Ethik und Ästhetik von Grausamkeit in Performances schrieb Zambreno bei Lauren Berlant. Nach ihrem Abschluss wurde sie Chefredakteurin bei New City Chicago.
Sie begann am Oakton Community College zu unterrichten. Einer der Kurse, die sie dort gab, befasste sich mit den Themen Feminismus, Kreativität, Kunst, und verschiedenen Theoretikern und Schriftstellern des „Frauenproblems“ im 19. und 20. Jahrhundert, was den Beginn ihrer Recherche zu ihrem Buch Heroines markierte. Zambreno gab außerdem Kurse am Art School Columbia College, wo sie ihre ersten Workshops in kreativem non-fiktionalem Schreiben gab.
Mit O Fallen Angel gewann sie den Wettbewerb „Undoing the Novel“ von Chiasmus Press, sodass das Buch im nächsten Jahr veröffentlicht wurde. Im Jahr 2009 nahm Zambrenos Partner einen Job an der Universität von Akron an, weshalb sie gemeinsam nach Ohio zogen – eine Entscheidung, die Zambreno in Heroines ausführlich beschreibt. Während dieser Zeit begann sie ihren Blog namens Frances Farmer is my Sister, der sich mit weiblichen Schriftstellerinnen in der Moderne befasste. Durch diesen Blog wurde die Künstlerin und Herausgeberin Chris Kraus auf Zambreno aufmerksam, die alsbald Heroines in der Active Agents Reihe im Verlag Semiotexte verlegte.
Heute lebt Zambreno mit ihrem Partner John Vincler und ihren zwei Kindern, Leonora Gale und Rainer Simone, im Stadtteil Brooklyn in New York.

## Werk
Zambrenos Bücher sind dadurch geprägt, dass sie genreübergreifend sind und sich nicht eindeutig oder ausschließlich in eine der Kategorien von Fiktion, Autobiografie und Sachbuch zuordnen lassen. Ihr Werk ist weder bloß „Memoir“, noch bloß „Autofiktion“, schreibt beispielsweise Lauren LeBlanc im Observer. Zambreno selbst ist weniger an Genre-Fragen, sondern Experimenten mit literarischer Form und Gemütszuständen interessiert: “Conversations about genre often feel projected onto my work from the outside—from writing institutions, whether it be bigger publishing or academia—and in a way that isn’t exciting to me. I’m more interested in having a conversation about form or mood than genre.” Sie selbst bezeichnet die meisten ihrer Bücher als Romane. Unter dem Begriff „Roman“ versteht sie eine „monströse Form“ und eine „umfassende Struktur“, da Romane auch poetische Elemente, Briefe, essayistische und philosophische Überlegungen beinhalten können.
Neben ihren Romanen schreibt Zambreno auch Artikel und Essays für BOMB Magazine, The Paris Review und The New Inquiry.

### O Fallen Angel
Ihr erstes veröffentlichtes Buch ist O Fallen Angel, welches sich mit Familie, Krise und der Krise der amerikanischen Familie als Konzept auseinandersetzt. Die Geschichte wird aus drei unterschiedlichen Perspektiven erzählt und damit in der Form eines Triptychon gehalten. Dieser Aufbau ist von Francis Bacons Three Studies for Figures at the Base of a Crucifixion inspiriert. Der Roman spielt im Mittleren Westen der USA und erzählt von dem Dasein als Hausfrau und Mutter, von einer unglücklichen Tochter und einer mysteriösen Figur namens Malachi, die Ähnlichkeiten zur mythischen Figur Kassandra besitzt.

### Green Girl
In Zambrenos zweitem fiktionalen Roman geht es um die Protagonistin Ruth, eine in London lebende Amerikanerin, die in einem Kaufhaus arbeitet. Sie verkauft dort ein Parfüm namens „Desire“, womit sie nicht viel Erfolg hat, was schließlich zu einer Auseinandersetzung mit ihrem Manager führt. Ruths Charakter wird oftmals darüber definiert, wie sie glaubt von außen wahrgenommen zu werden. Die Geschichte wird aus der Perspektive ihrer toten Mutter erzählt. Die auktoriale Erzählweise ist jedoch ambivalent: Manchmal wirkt es, als würde Ruth in der dritten Person von und über sich selbst sprechen. Die Protagonistin bleibt dabei unzugänglich, sie ist „all surface, a cipher in search of its key“.

### Heroines
Zambrenos Buch Heroines entzieht sich der Zuordnung zu einem eindeutigen Genre. „[It] is part literary criticism, part literary history, part memoir, part feminist polemic.“ Es ist aus Zambrenos Blog hervorgegangen, Frances Farmer is My Sister. In ihren Blogeinträgen arbeitet Zambreno die Biografien von Vivienne Eliot, Jane Bowles, Jean Rhys und Zelda Fitzgerald auf und versucht, der Pathologisierung dieser Frauen entgegenzuwirken. Diese oftmals lediglich als „Ehefrauen“ oder „Musen männlicher Schriftsteller“ beschriebenen Personen hatten, so Zambreno, mitunter selbst schriftstellerische und künstlerische Ambitionen, die jedoch von verschiedenen Seiten unterdrückt wurden. Heroines ist eine Untersuchung über das Schreiben im Spiegel von Sexismus, sozialen Grenzen, weiblicher Erfahrung, Erinnerung und der medizin- und kulturgeschichtlichen Konstruktion von Wahnsinn im 19. Jahrhundert und 20. Jahrhundert. Zambreno reflektiert in diesem Zusammenhang auch ihre Erfahrung mit dem eigenen Schreiben und der Recherche für Heroines.

### Screen Tests
Screen Tests ist eine Sammlung von 55 Essays, Aphorismen und Kurzgeschichten, von denen manche nur eine einzige Zeile lang sind. Der Titel des Buches bezieht sich auf eine Serie von Schwarz-weiß-Filmen, die Andy Warhols Mitte der 1960er Jahre gedreht hatte. In den Essays selbst reflektiert Zambreno auch immer wieder ihre eigene Person und Perspektive im Schreiben über Andere. Ihre Essays greifen immer wieder auf die zentrale Frage nach Persönlichkeit, Identität und den Grenzen des Selbst zurück. Sie selbst sagt über die Essaysammlung: „The collection is divided up into two parts. The ‘screen tests’ are brief pieces that exist in the space of fiction that were inspired by the stories of Lydia Davis and Fleur Jaeggy, as well as Thomas Bernhard’s The Voice Imitator and Brian Evenson and Gerald Murnane’s reports.“

### Drifts
In Drifts erzählt Zambreno von einer Schriftstellerin, die mit ihrem Partner und ihrem Hund in Brooklyn lebt und versucht, ihr Manuskript mit dem Titel "Drifts" fertigzustellen. Auch wenn diese offensichtlich erscheinende Ähnlichkeit zu Zambrenos eigenem Leben auffällt, wird es weder als Memoir noch als Autofiktion klassifiziert. Zambreno selbst charakterisiert den Roman als „an essay about time and the body, and in many ways takes the form of notes or a notebook“. Die Romanerzählung verfolgt den Alltag der namenlosen Protagonistin, die durch Straßen in ihrer Nachbarschaft wandert, streunende Katzen verfolgt, andere Menschen beobachtet, Zug fährt, Museen besucht und E-Mails verschickt. Die Beschreibungen der alltäglichen Erlebnisse nimmt die Erzählerin aber immer wieder zum Anlass, auf andere Geschichten, Kunstwerke oder Texte zu verweisen. So schließt an die Erinnerung an einen Nachbarshund mit einer Beschreibung von Albrecht Dürers Stich Melancholia I an.

## Rezeption
In Bookforum heißt es zu Zambrenos Buch Green Girl: "The book is by turns bildungsroman, sociological study, deconstruction, polemic, and live-streamed dialogue with Jean Rhys, Clarice Lispector, Simone de Beauvoir, Virginia Woolf, the Bible, Roland Barthes, and most of Western European modernism by way of Walter Benjamin’s Arcades Project.”
Die Welt schreibt, dass Zambrenos Buch Heroines „Grenzen verschoben“ hat und ein „zauberhafter Angriff auf den modernen Kanon“ ist. Es gilt zudem als das Buch, das ihr größere Aufmerksamkeit verschafft hat. In der L.A. Review of Books schreibt Andrew Schenker über Zambrenos Buch Drifts: “[It] is a refusal of old forms that cannot wholly dispense with them, a diary of daily textures that inscribes the self even as it attempts to transcend it.” Im Observer wird das Buch als „meditative, radically self-aware“ beschrieben. Alexandra Schwartz schreibt im New Yorker über Zambrenos Schreibstil in Drifts: „Her method is the sketch, the note, the Internet search, the photograph.“

## Politische Einstellungen
Im Oktober 2024 gehörte Zambreno zu den Unterzeichnern eines Aufrufs zum Boykott israelischer Kulturinstitutionen, „die an der überwältigenden Unterdrückung der Palästinenser mitschuldig sind oder diese stillschweigend beobachtet haben“.

## Veröffentlichungen
- O Fallen Angel, Chiasmus Press, 2009. (2. Auflage bei Harper Perennial, 2017)
- Heroines, Semiotext(e), MIT Press, 2012.
- Green Girl, Harper Perennial, 2014.
- Book of Mutter, Semiotext(e), MIT Press, 2017.
- Appendix Project, Semiotext(e), MIT Press, 2019.
- Screen Tests, Harper Perennial, 2019.
- Drifts, Riverhead, 2020.
  - Deutsch: Drift, AKI Verlag 2024, ISBN 978-3311350187.
- To Write As if Already Dead, Columbia University Press, 2021.

## Auszeichnungen
- 2021: Guggenheim Fellowship (General Nonfiction)[24]

## Weiterführende Links
- Auszug aus O Fallen Angel